# Lawe Sumur
Lawe Sumur is een bestuurslaag in het regentschap Aceh Tenggara van de provincie Atjeh, Indonesië. Lawe Sumur telt 405 inwoners (volkstelling 2010).